# UHT Eggiwil
Das UHT Eggiwil ist ein Schweizer Unihockeyverein aus Eggiwil.

## Geschichte

### Gründung
Das UHT Eggiwil wurde 1989 in der Tenne-Bar des Gasthofs Hirschen in der Ortschaft Eggiwil durch sieben Einheimische gegründet. Am 24. September wurde anschliessend die offizielle Gründungsversammlung durchgeführt.

### Erste Erfolge
1998 gelang es den Juniorinnen B, den Vize-Schweizermeistertitel in den Kanton Bern zu bringen. 2000 stieg die erste Mannschaft der Damen in die 1. Liga auf. Ein Jahr später stellt das UHT erstmals eine Grossfeldmannschaft, welche aber in der ersten Saison auf dem letzten Tabellenrang abschneidet. Zwei Jahre später steigt diese Mannschaft in die 1. Liga auf.

### Auf- und Abstieg
2008 gelingt Eggiwil nach einer grandiosen Saison der Aufstieg in die zweithöchste Schweizer Liga, die Nationalliga B. Bereits nach einer Saison stieg Eggiwil wieder in die dritthöchste Liga ab. 

#### Nationalliga B
2010 gelang der ersten Mannschaft erneut der Aufstieg in die Nationalliga B. Der siebte Schlussrang ermöglichte dem UHT die Teilnahme an den Playoffs. Ausserordentliche Siege gegen den UHC Thun und den UHC Sarganserland ermöglichten die Teilnahme an den Auf- und Abstiegsplayoffs für die Swiss Mobiliar League. In diesen Spielen unterlagen sie dem Nationalliga A-Verein UHC Uster und blieben daher in der Nationalliga B.
Ein Jahr später gelang den Eggiwilern dieses Kunststück erneut. In den Auf- und Abstiegsspielen 2011/12 scheiterte die Mannschaft am NLA-Vertreter UHC Waldkirch-St. Gallen.

#### Fall in die 1. Liga
Nach durchschnittlichen Leistungen in der Nationalliga B stieg der UHT Eggiwil am Ende der Saison 2014/15 wieder in die 1. Liga Grossfeld ab. In den Playoffs der 1. Liga scheiterte Eggiwil in den Halbfinals an Unihockey Basel Regio. 2016/17 siegte des UHT Eggiwil 19 Mal und sicherte sich mit nur einer Niederlage den ersten Platz in der 1. Liga. In den Playoff Viertelfinals besiegte die Mannschaft Zürisee Unihockey.

## Stadion
Die Mannschaften vom UHT Eggiwil spielen deren Heimspiele in der Ballsporthalle Oberemmental aus.